# عافية بن يزيد الأودي
عافية بن يزيد بن قيس الأودي الكوفي الحنفي، قاضي بغداد بالجانب الشرقي من قبل المهدي، كان من العلماء العاملين وقضاة العدل.

## نسبه
عافية بن يزيد بن قيس بن عافية بن شداد بن ثمامة بن سلمة بن كعب بن أود بن صعب بن سعد العشيرة بن مالك بن أود بن زيد بن يشجب بن عريب بن زيد بن كهلان بن سبأ بن يشجب بن يعرب بن قحطان.

## سيرته
هو أحد أصحاب أبي حنيفة النعمان.
جاء في كتاب تاريخ بغداد للخطيب البغدادي: «... حدثنا إسماعيل بن إسحاق القاضي، عن أشياخه قال: كان عافية القاضي يتقلد للمهدي القضاء بأحد جانبي مدينة السلام مكان ابن علاثة، وكان عافية عالما زاهدا، فصار إلى المهدي في وقت الظهر في يوم من الأيام وهو خال، فاستأذن عليه فأدخله، فإذا معه قمطره، فاستعفاه من القضاء، واستأذنه في تسليم القمطر إلى من يأمر بذلك، فظن أن بعض الأولياء قد غض منه، أو أضعف يده في الحكم، فقال له في ذلك، فقال: ما جرى من هذا شيء، قال: فما سبب استعفائك؟ فقال: كان يتقدم إلي خصمان موسران وجيهان منذ شهرين في قضية معضلة مشكلة، وكل يدعي بينة وشهودا، ويدلي بحجج تحتاج إلى تأمل وتثبت، فرددت الخصوم رجاء أن يصطلحوا، أو يعن لي وجه فصل ما بينهما، قال: فوقف أحدهما من خبري على أني أحب الرطب السكر، فعمد في وقتنا وهو أول أوقات الرطب إلى أن جمع رطبا سكرا، لا يتهيأ في وقتنا جمع مثله إلا لأمير المؤمنين، وما رأيت أحسن منه، ورشا بوابي جملة دراهم على أن يدخل الطبق إلي، ولا يبالي أن يرد، فلما أدخل إلي أنكرت ذلك وطردت بوابي، وأمرت برد الطبق فرد، فلما كان اليوم تقدم إلي مع خصمه فما تساويا في قلبي، ولا في عيني، وهذا يا أمير المؤمنين، ولم أقبل، فكيف يكون حالي لو قبلت، ولا آمن أن يقع علي حيلة في ديني فأهلك، وقد فسد الناس فأقلني أقالك الله وأعفني، فأعفاه...
...عن عمه عبد الملك بن قريب الأصمعي، أنه قال: كنت عند الرشيد يوما، فرفع إليه في قاض كان قد استقضاه، يقال له: عافية فكبر عليه، فأمر بإحضاره، فأحضر، وكان في المجلس جمع كثير، فجعل أمير المؤمنين يخاطبه، ويوقفه على ما رفع إليه، وطال المجلس، ثم إن أمير المؤمنين عطس فشمته من كان بالحضرة ممن قرب منه سواه، فإنه لم يشمته، فقال له الرشيد: ما بالك لم تشمتني كما فعل القوم؟ فقال له: عافية، لأنك يا أمير المؤمنين لم تحمد الله، فلذلك لم أشمتك، هذا النبي صلى الله عليه وسلم عطس عنده رجلان، فشمت أحدهما ولم يشمت الآخر، فقال: يا رسول الله مالك شمت ذلك ولم تشمتني؟ قال: لأن هذا حمد الله فشمتناه، وأنت فلم تحمده فلم أشمتك، فقال له الرشيد: ارجع إلى عملك، أنت لم تسامح في عطسة تسامح في غيرها؟ وصرفه منصرفا جميلا، وزبر القوم الذين كانوا رفعوا عليه.»

## روايته للحديث
روى عن: هشام بن عروة، والأعمش، ومحمد بن عبد الرحمن بن أبي ليلى، ومحمد بن عمرو، ومجالد بن سعيد، وسليمان بن علي الهاشمي، ويحيى بن عبيد الله بن موهب التيمي، ويزيد بن عميرة الأودي، وأبيه يزيد بن قيس الأودي.
روى عنه: موسى بن داود الضبي، وأسد بن موسى المصري.، والحسن بن محمد بن عثمان بن بنت الشعبي، وعبد الله بن داود الخريبي، ومحمد بن سعيد بن زائدة الأسدي، ومعاذ بن موسى.

## أقوال العلماء فيه
- ذكره ابن حبان في ثقاته.
- وقال النسائي: ثقة.
- وقال الآجري: سألت أبا داود عن عافية بن يزيد الأودي، فقال: عافية يكتب حديث؟ وجعل يضحك ويتعجب.
- وقال يحيى بن معين: ثقة مأمون.
- وقال ابن حجر العسقلاني: صدوق تكلموا فيه بسبب القضاء.[5]

### فهرس المراجع
1. ↑  الذهبي (1985)، ج. 7، ص. 398/399.
2. ↑  ابن حزم الأندلسي (2010)، جمهرة أنساب العرب، تحقيق: عبد السلام هارون (ط. 7)، القاهرة: دار المعارف، ص. 411، QID:Q114955882 – عبر المكتبة الشاملة
3. 1 2  الخطيب (2001)، ج. 14، ص. 254.
4. ↑  جمال الدين المزي (1980)، تهذيب الكمال في أسماء الرجال، تحقيق: بشار عواد معروف (ط. 1)، بيروت: مؤسسة الرسالة، ج. 14، ص. 5، OCLC:235963978، QID:Q113613903 – عبر المكتبة الشاملة
5. ↑  ابن حجر العسقلاني (1986)، تقريب التهذيب، تحقيق: محمد عوامة (ط. 1)، دمشق: دار الرشيد للطباعة والنشر والتوزيع، ص. 287، QID:Q116748765 – عبر المكتبة الشاملة

### المعلومات الكاملة للمراجع
- شمس الدين الذهبي (1985)، سير أعلام النبلاء، تحقيق: شعيب الأرنؤوط، مجموعة (ط. 1)، بيروت: مؤسسة الرسالة، OCLC:4770539064، QID:Q113078038
- الخطيب البغدادي (2001)، تاريخ بغداد، تحقيق: بشار عواد معروف (ط. 1)، بيروت: دار الغرب الإسلامي، OCLC:49659164، QID:Q114815356